# Амфібія (мультсеріал)
«Амфібія» (англ. Amphibia) — американський анімаційний серіал, створений студією «Disney Television Animation» від Мета Брейлі. Прем'єра мультсеріалу відбулася 17 червня 2019 року на Disney Channel. 15 травня 2019 року мультсеріал був відразу ж продовжений на другий сезон. 14 червня на YouTube і DisneyNOW вийшла перша серія, яка показала всю атмосферу мультсеріалу. 18 липня завершився перший сезон. Прем'єра в Україні відбулася 20 серпня 2020 року на телеканалі Плюс Плюс.
Мультсеріал розповідає про пригоди 13-річної дівчинки на ім'я Енн Бунчуй. Після крадіжки таємничої скриньки, вона чарівним чином переноситься до Амфібії — острова, населеному різними земноводними. Скоро вона зустрічає юне жабеня на ім'я Брунько Квітник. Брунько живе з діусем Стрибком і сестрою Поллі. Вони забирають Енн жити до себе, а вона призвичаюється жити на Амфібії, не покидаючи надії розшукати своїх подруг і повернутися додому.

## Сюжет

### Перший сезон
Подруги підбурюють дівчинку Енн Бунчуй викрасти з крамниці старовинну коштовну скриньку, щоб довести свою сміливість. Коли Енн викрадає її та відчиняє, зі скриньки виривається спалах, який переносить її з подругами у різні місця іншого світу під назвою Амфібія. Цей світ є величезним болотом, населеним жабами, комахами та іншими болотяними істотами. Жабеня Брунько виявляє Енн і вдвох вони захищають жаб'яче містечко Вортвуд від велетенського богомола. В подяку за це дідусь Брунька, старий Стрибко, дозволяє їй жити в своєму будинку з Бруньком і пуголовком Поллі. Енн вчиться бути відповідальною, обороняє Вортвуд від різних небезпечних створінь і вчить їх деяким речам зі свого світу; наприклад, як смачно готувати чи підтримувати ресторан (її батьки володіють рестораном тайської їжі). Хоча її нова родина прості фермери, випадково дівчинка виявляє, що в них славетне минуле — предки Стрибка були майстерними воїнами.
Тим часом подруга Енн, Саша, опинилася в полоні ропух, які мали би захищати Амфібію. Їм бракує організованості, і коли на їхню вежу нападають гігантські чаплі, Саша вчить ропух діяти разом. За це їхній ватажок Багнюка робить Сашу однією з захисниць. Ропухи вирушають в похід на Вортвуд, щоб змусити жаб визнати їхню зверхність. Енн відмовляється допомагати Саші в цій справі, подруги стикаються в двобої, де Енн перемагає. Жаби піднімають бунт, підривають вежу, а Багнюка, відступаючи, забирає непритомну Сашу.

### Другий сезон
В Амфібії закінчився вологий сезон і тепер Енн з жаб'ячою родиною може вирушити до міста Ньютопії, щоб дізнатися як використати скриньку для повернення додому. Вони натрапляють на стародавнє підземелля й дізнаються, що саламандри володіли розвиненими технологіями. В підземеллі пробуджується робот Фробо і згодом приєднується до мандрівників. Дорогою до Ньютопії вони зупиняються в різних містах і селах, допомагаючи їхнім жителям. Саша бажає помститися Енн за поразку, але врешті визнає, що сумує за нею. Водночас вона знайомиться із Грімом — вигнанцем із Ньютопії, допомагає йому і той вирішує захопити місто.
Енн із жабами досягає Ньютопії, але місто перебуває в облозі мурах. Енн зустрічає свою другу подругу, Марсі, вдвох вони перемагають армію мурах. Дівчата домовляються розшукати Сашу, за чим таємно спостерігає саламандра Король Андріас. Король розповідає дівчатам, що для повернення в рідний світ вони повинні зарядити три камені на скриньці. Марсі, бачачи як Енн сумує за життям у Вортвуді, радить повернутися туди. Енн з жабами знаходить храм, у якому після проходження випробування заряджає зелений камінь. Андріас доповідає про це своєму таємничому володареві. Заряджання другого, синього, каменя Енн змушена перервати, щоб урятувати друзів, але камінь зрештою виявляється зарядженим. У третьому храмі Енн, Марсі та жаби зустрічають Сашу з Багнюкою, котрі вирішують стати на їхній бік. У результаті вдається зарядити останній, рожевий камінь.
Коли дівчата з жабами повертаються до Ньютопії, Багнюка розкриває свій план захопити місто при допомозі Саші. Цьому плану стають на заваді лиховісні підступи короля Андріаса, котрий хоче підкорити завдяки скриньці інші світи. Стається битва, в ході якої Фробо ламається, Поллі відрощує лапи, а Енн розкриває, що може чаклувати силою синього каменя. Марсі відкриває портал у рідний світ, та останньої миті Андріас ранить її ножем.

### Третій сезон
Енн і жаби переносяться в Лос-Анджелес. Там Енн знайомить своїх батьків з жителями амфібії та розповідає про все, що сталося за минулі пів року. Жаби тепер повинні переховуватися в будинку Бунчуїв, аби не привертати зайвої уваги. Батьки зауважують як подорослішала Енн. Тим часом Андріас боїться, що дівчинка розповість про його наміри завоювати інші світи, тому посилає на Землю робота-вбивцю. Щоб зупинити його, Енн змушена знову скористатися магією. Саша та Багнюка відчувають провину за свої колишні дії, тому тікають від Андріаса та стають на захист Вортвуду.
Поллі, користуючись інтернетом, дізнається від дівчат Еллі та Джесс як полагодити Фробо. Дії жаб і спроби Андріаса вбити Енн привертають увагу ФБР. Саламандри леді Олівія та генерал Юнань наважуються повстати проти Андріаса та оживлюють Марсі. Та це виявляється частиною задуму короля, який приєднує до Марсі свого володаря — «Ядро», що містить свідомості наймогутніших саламандр минулого.
Доктор Ян дізнається про жаб-прибульців і радить Енн звернутися до доктора Фрейкса, що міг би повернути їх додому. Доктор розробляє машину для подорожей в інші світи, проте не може знайти координати Амфібії. Асистентка Фрейкса, Террі, вирішує допомогти Енн, попри плани свого керівника викрасти жаб для дослідів. Террі та Ян будують портал у Амфібію, та йому бракує потужності. Енн відкриває портал своєю магією та опиняється разом із жабами в Амфібії, що перетворилася на пустку. Андріас тепер контролює Амфібію за допомогою роботів і кіборгів.
Вортвуд до того часу перетворився на базу опору проти короля Андріаса і ним керує Саша. Енн, Саша та жаби вирушають на пошуки Матері саламандр, про яку згадувала доктор Ян. Це виявляється стара саламандра, що знає якесь пророцтво, проте не може його згадати. До опору приєднуються все нові сили, але вони погано між собою ладнають. Їх об'єднує лише звістка від Матері саламандр про підготовку Андріасом вторгнення на Землю.
Енн, Саша, Багнюка та жаби пробираються в цитадель Андріаса, щоб викрасти скриньку, але король встигає відкрити портал на Землю та перемістити туди цитадель. Король оголошує, що ресурси планети потрібні йому для захоплення інших світів, тому люди на ній зайві. Під час битви за Лос-Анджелес Саша звільняє Марсі та разом з Енн і жабами повертає цитадель назад у Амфібію. Король, здавалося б, переможений, але Брунько помічає, що Місяць падає на Амфібію.
Ядро, як виявляється, захопило контроль над Місяцем і веде його на зіткнення з Амфібією. Мати саламандр пояснює, що дівчата з Землі здатні зупинити катастрофу силою своїх каменів, але тоді їм може забракнути енергії для повернення. Єдиний вихід — це пожертвувати своїм життям, об'єднавши сили всіх каменів. На орбіті Місяця стається битва, землянки долають армію роботів, поки Андріас зрікається служби Ядру, але спинити Місяць виявляється не під силу. Енн погоджується зосередити в собі силу всіх каменів і знищує Місяць. Вона розчиняється в повітрі та постає перед охороницею каменів. Ця істота пояснює, що створила камені аби дізнатися як різні створіння поводитимуться з необмеженою силою, і тільки Енн перша за багато тисяч років використала камені для добра. Істота пропонує замінити її, проте дівчинка відмовляється. Охорониця каменів вирішує повернути Енн до життя, хоча й не покидає надії обговорити пропозицію колись у майбутньому.
В Енн лишаються осколки каменів, яких вистачає для того, щоб один раз відкрити портал на Землю. Дівчата прощаються з жителями Амфібії та повертаються додому. Андріас допомагає відбудувати свій світ за допомогою роботів, у Вортвуді встановлюють статую Енн, а Брунько вирушає з подругою досліджувати новий континент. Через 10 років на Землі вторгнення амфібій вважають фальсифікацією. Марсі стала коміксисткою, Саша займається дитячою психологією, а Енн доглядає за тераріумом з амфібіями. Після довгої розлуки Марсі, Саша та Енн знову зустрічаються.

## Персонажі

### Головні герої
Імена персонажів українською наведено у перекладі спільноти сайту «Simpsonsua.tv».
- Енн Бунчуй (англ. Anne Boonchuy) — тайська дівчинка, головна героїня мультсеріалу. Енн, відкривши вкрадену скриньку, потрапляє в новий, невідомий і повний небезпек світ, в якому крім звичайних жаб, проживають страшні і люті монстри. На болоті Енн знаходить нових друзів, Брунька, Поллі та Стрибка Квітників, з якими вона разом має знайти подруг, які теж опинилися в цьому світі.
- Брунько Квітник (англ. Sprig Plantar) — жабеня рожевого кольору, онук Стрибка. Завзятий і трохи безвідповідальний. Завжди намагається влізти в халепу і знайти пригоди. Має рідну сестру, Поллі. Разом з Енн Бунчуй, Спріг починає нове життя в своєму світі.
- Стрибко Квітник (англ. Hop Pop Plantar) — жаба помаранчевого кольору, дідусь Поллі та Спріга Плантарів. Надмірно піклується про своїх онуків, оберігаючи їх від небезпек.
- Поллі Квітник (англ. Polly Plantar) — пуголовок фіолетового кольору, онука Стрибка та сестра Брунька. Серйозна і відповідальна, готова захистити свого брата в будь-якій ситуації. Водночас не може встояти перед цукерками. Носить себе в відрі, адже ще не має лап.

## Сезони
| Сезон | Segments | Епізоди | Епізоди | Оригінальний показ | Оригінальний показ |
| Сезон | Segments | Епізоди | Епізоди | Перший показ       | Останній показ     |
| ----- | -------- | ------- | ------- | ------------------ | ------------------ |
| 1     | 39       | 20      | 20      | 17 червня 2019     | 18 липня 2019      |
| 2     | 36       | 20      | 20      | 11 липня 2020      | 22 травня 2021     |
| 3     | 31       | 18      | 18      | 2 жовтня 2021      | 14 травня 2022     |

## Виробництво
19 лютого 2018 року «Амфібія» була прийнята «Disney Channel» до показу разом із «Совиним домом». «Амфібія» була створена Меттом Брейлі, який раніше працював з мультсеріалами «Таємниці Гравіті Фолз» і «Стівен Юніверс». Як казав сам Метт, мультсеріл заснований на його дитячих поїздках в Бангкок, столицю Таїланду. Джерелами натхнення послугували мультфільми студій Aardman Animations і Ghibli, мультсеріал «Бетмен» 1992 року та «Гаргульї», а також відеоігри The Legend of Zelda та Chrono Trigger. Виробництвом «Амфібії» займається анімаційна студія «Rough Draft Studios», розташована в Південній Кореї. «Rough Draft Studios» також працювала над такими популярними мультсеріалами, як «Сімпсони», «Таємниці Гравіті Фолз», «Зоряна принцеса проти сил зла» і над багатьма іншими.
Брейлі повідомив у Reddit, що серіал буде історію з трьома сюжетними арками, по арці на сезон. 16 березня 2022 аніматор Алекс Свонсон підтвердив у Twitter, що третій сезон буде останнім.

## Сприйняття
Згідно з Common Sense Media, серіал візуально привабливий, містить багато гумору і є хорошим вибором для сімейного перегляду. В ньому є дещо страхітливі сцени, наприклад, з велетенськими комахами, тому «Амфібія» більш підхожа для дещо старших учнів початкових класів. Енн — це дуже симпатичний приклад для наслідування дітьми. Вона демонструє різницю між справжньою дружбою та емоційними маніпуляціями, які за дружбу видаються.
Дейв Трамбор у Collider писав, що серіал зосереджується на питанні що таке справжня дружба та дає на нього відповіді через стосунки Енн та Брунька. На цьому фоні розвивається проблема повернення Енн додому та відваги протистояти нерозумінню й насмішкам. Можливо, «Амфібія» ще не новий «Ґравіті Фолз», «Час пригод» чи «Стівен Юніверс», але в цього серіалу фантастичний початок, який одразу налаштовує на більший конфлікт у майбутньому.